# Východoněmecká fotbalová reprezentace do 20 let
Východoněmecká fotbalová reprezentace do 20 let reprezentovala NDR na mezinárodních turnajích, jako je Mistrovství světa ve fotbale hráčů do 20 let.

## Mistrovství světa
| Rok    | Účast                                           | Soupisky |
| ------ | ----------------------------------------------- | -------- |
| 1977   | nekvalifikovali se                              |          |
| 1979   | nekvalifikovali se                              |          |
| 1981   | nekvalifikovali se                              |          |
| 1983   | nekvalifikovali se                              |          |
| 1985   | nekvalifikovali se                              |          |
| 1987   | Bronzová medaile                                |          |
| 1989   | nepostoupili ze skupiny                         |          |
| 1991   | nekvalifikovali se                              |          |
| Celkem | účast – 2× zlato – 0×, stříbro – 0×, bronz – 1× |          |